# Edwin Cheel
Edwin Cheel (Chartham, Kent, 14 de janeiro de 1872 – Sydney, 19 de setembro de 1951) foi um botânico britânico.